# Gabriella Gullin
Lillemor Larsdotter Gabriella Gullin, född 5 mars 1961 i Kungsholms församling i Stockholm, är en svensk tonsättare, organist och sångare, sedan 2000 medlem i Föreningen Svenska Tonsättare. Med en masterexamen i kyrkomusik från Stockholms Kungliga Musikhögskola, är hon autodidakt som tonsättare och har som sådan en omfattande produktion.
Gabriella Gullin är dotter till musikern Lars Gullin och Berit Gullin (f.Wahlstedt) samt yngre syster till Peter Gullin.
Från 1980 arbetade Gullin i Stockholms domkyrkoförsamling och S.ta Clara kyrka, där hon var musiker mellan 1980 och 2005. Gullin ledde bland annat Gullinska kvartetten (1986-1992) och S:ta Clara Kammarensemble samt S:ta Clara Ungdomskör (1989-1995), under vilka år hon också verkade som privat sångpedagog. Gullin har sedan 1980 varit verksam på frilansbasis som tonsättare, pianist och sångerska.
Beställningar av Gullins musik har gjorts bl.a. från Sveriges Radio Berwaldhallen (I Skogen 2014), Svenska kyrkan Stockholms stift (Mässan Domardansen 1988), Coro Città di Roma (Io Amai Sempre 2006), Emmauskantaten och Maria vid Graven (Enskede-Årsta församling 2013 och 2015), Concerto San Michele för orgel och symfoniorkester (Nacka församling 2019) samt andra institutioner och musiker. [källa behövs]

## Diskografi
Förutom två egna album har verk av Gullin spelats in på flera samlingsskivor.
- 2002 - Requiem per l'uomo innocente[2]
- 2003 - For Those Borne In Mind[2]